# Brett Hudson
Brett Stuart Patrick Hudson (né le 18 janvier 1953) est un musicien et auteur-compositeur-interprète américain. Il est le plus jeune membre du groupe musical The Hudson Brothers, qui a été formé par ses frères aînés, Mark et Bill, en 1965. Il est aujourd'hui producteur de télévision et écrivain.